# Robert Bertram Serjeant
Robert Bertram Serjeant (né le 23 mars 1915 à Édimbourg, mort le 29 avril 1993), Bob Serjeant pour ses amis, R. B. Serjeant pour ses éditeurs, est un orientaliste, philologue et historien britannique, conférencier en histoire islamique à l'École des études orientales et africaines de l'université de Londres.

## Biographie
Il fait ses études à l'université d'Édimbourg, où obtient, en 1936, un diplôme de Master of Arts en langues sémitiques. En 1939, il soutient sa thèse de PhD du Trinity College de l'université de Cambridge, qui porte sur l'histoire des textiles musulmans (Material for a history of Islamic textiles up to the Mongol conquest). Il obtient aussitôt un statut de Tweedie Fellow à l'Université d'Édimbourg la même année. Pendant sa bourse, il dresse le catalogue des manuscrits orientaux dans la Nouvelle bibliothèque scolaire, qui le publie sous le titre "Handlist of the Arabic, Persian and Hindustani MSS of New College, Edinburgh" (London, 1942). Il est alors recruté par l'École des études orientales et africaines de l'université de Londres, pour laquelle il part en 1940 effectuer des recherches dans la région d'Aden en Arabie du Sud. Pendant la guerre, il est mobilisé dans les Aden Government Guards, avant de rentrer en Angleterre pour enseigner à l'École des études orientales et africaines. Mais il est aussitôt détaché à l'Eastern Service de la BBC, où il assure la conception et la diffusion de Arabic Listener jusqu'à la fin de la guerre. Il obtient le poste de First Reader, puis celui de Professor Arabic (professeur d'arabe), à l'École des études orientales et africaines. Pour l'École des études orientales et africaines, il repart en 1947 en Arabie du Sud, avec une bourse de Colonial Research Fellowship qui lui permet de poursuivre des recherches, principalement sur le langage et la société du Hadhramawt. Il est nommé Reader en 1948 puis, en 1955, il devient titulaire de la chaire d'arabe moderne à l'École des études orientales et africaines.
Enfin, en 1964, souhaitant désormais rejoindre l'Université de Cambridge, Robert Bertram Serjeant démissionne de l'École des études orientales et africaines, accepte un poste de conférencier en histoire islamique et est nommé directeur du Middle East Center (Centre du Moyen-Orient) à Cambridge (dans les locaux de Pembroke College). En 1970, il est promu Sir Thomas Adams’s Professor of Arabic à Cambridge. Il prend sa retraite en 1981, tout en continuant activement, depuis son Écosse natale, à écrire, à publier et à participer à des colloques.
Son séjour prolongé à Aden et sa longue fréquentation des sociétés tribales d'Arabie du Sud lui assurent une connaissance approfondie de ces sociétés, ainsi qu'une maîtrise de l'arabe sans équivalent dans le milieu académique. Son article The Sunnah Jami'ah, pacts with the Yathrib Jews, and the Tahrim of Yathrib: Analysis and translation of the documents comprised in the so-called "Constitution of Medina", écrit en 1978, est considéré par les historiens comme une publication scientifique de référence. Il a été sélectionné et réédité (1998) par Uri Rubin. Sur le contenu de cet article, voir Tribus musulmanes et juives de Yathrib.
En 1995 Marion Serjeant, son épouse, fait don à l'Université de sa bibliothèque, à peu près 5 000 volumes sur Islam et sur le Yémen, ainsi que de ses manuscrits. La collection est ouverte aux utilisateurs dans le Département des Collections Spéciales, où elle a été rejointe par la bibliothèque de William Montgomery Watt, Professeur également. Les livres sont inventoriés dans le catalogue en ligne de la Bibliothèque. Comme son collègue Montgomery Watt, R.B. Serjeant a signé un grand nombre de livres et de publications dans des revues professionnelles, couvrant une large gamme de thématiques relatives au Moyen Orient.

## Publications de R. B. Serjeant
Bibliographie non exhaustive :

### Livres de R. B. Serjeant[6]
- 1942. A handlist of the Arabic, Persian and Hindustani mss. of New college, Edinburgh, éditions Luzac & co. (London). [Sujet : Manuscripts, Oriental — Catalogs. Manuscripts — Great Britain — Catalogs.] LCCN 43009128
- 1945. The Arabs, publications Penguin Books (Harmondsworth, Middlesex). [Sujets: Arabs — Juvenile literature. Arab countries — Juvenile literature]. LCCN 2005575489
- 1946. Material for a history of Islamic textiles up to the Mongol conquest, publications Ann Arbor, Michigan. [Sujets : Textile industry and fabrics, Islamic — History — Bibliography. Textile industry and fabrics, Islamic — History] LC: TS1317 S47
- 1951. Prose and poetry from Hadramawt, publications Taylor's Foreign Press (London). [Sujet : Arabic literature — Hadramauwt] LCCN 55043406
- 1957. The Saiyids of Hadramawt, publications School of Oriental and African Studies, University of London ([London]). [Sujets : Sayyids Hadramawt (Yemen : Province)] LC: BP134 S25 S4
- 1959. Mink farming, éditions Landsman's Bookshop (Llangollen).  (ISBN 0900513012)
- 1963. The Portuguese off the South Arabian coast. Hadramī chronicles, with yemeni and European accounts of Dutch pirates off Mocha in the seventeenth century, publications Clarendon Press (Oxford). [Sujets : Portuguese — Arabia, Southern. Pirates. Arabia, Southern — History.] LCCN 63003745
- Juin 1968. The Portuguese Off the South Arabian Coast, éditions Intl Book Centre. [Sujets : Middle East - General. Travel]  (ISBN 0866850279)
- Juin 1972. Islamic Textiles, éditions Intl Book Centre. [Sujets : Business/Economics]  (ISBN 0866850287)
- 1972. Islamic textiles; material for a history up to the Mongol conquest, publications Librairie du Liban (Beirut). [Sujets : Textile fabrics, Islamic — History.] LCCN 74152319
- 1976. South Arabian hunt, publications Luzac (London). [Sujets : Hunting customs — Arabia, Southern. Arabia, Southern — Social life and customs.]  (ISBN 071890172X)
- 1981. Studies in Arabian history and civilisation, éditions Variorum Reprints (London). [Sujet : Islam — Arabian Peninsula — History. Arabian Peninsula — History.]  (ISBN 0860780929)
- Septembre 1991. Customary and Shari'ah Law in Arabian Society, éditions Ashgate Publishing, Limited. [Sujets: Customary law (Islamic law) — History. Customary law — Arabia, Southern — History. Islamic law — Arabia, Southern — History. Arabia, Southern — Social conditions.]  (ISBN 9780860782995)  (ISBN 0860782999) Réédité dans Variorum reprints.  (ISBN 0860782999)
- 1995. Farmers and fishermen in Arabia. Studies in customary law and practice, publications Variorum (Aldershot, Hampshire, Great Britain, Brookfield, Vt., USA). [Sujets: Agricultural laws and legislation — Arabian Peninsula. Fishery law and legislation — Arabian Peninsula. Customary law — Arabian Peninsula. Agriculture — Arabian Peninsula. Fisheries — Arabian Peninsula.]  (ISBN 0860784916)
- 1996. Society and trade in South Arabia, éditions Variorum Collected Studies Series.  (ISBN 0-86078-603-X)

### Livres de R. B. Serjeant en collaboration
- 1983. The islamic city, éditions UNESCO Paris. « Analyse du livre The islamic city »(Archive.org • Wikiwix • Archive.is • Google • Que faire ?) (consulté le 13 septembre 2013)
- 1983. Sana’: an Arabian Islamic city, en collaboration avec Ronald Lewcock, 631 pages, éditions World of Islam Festival Trust. [Sujets : history and society of pre-Islamic, early and mediaeval, modern and contemporary Sana].  (ISBN 0905035046)  (ISBN 978-0905035048)
- Mai 1991, réédition Mars 2006. Religion, Learning and Science in the 'Abbasid Period, by M. J. L. Young (Editor) , R. B. Serjeant (Editor) , J. D. Latham (Editor), éditions Cambridge University Press.  (ISBN 9780521327633), réédition  (ISBN 9780521028875) Religion, Learning and Science in the 'Abbasid Period
- Janvier 1994.New Arabian Studies Volume 1, by R.B. Serjeant, Serjeant, G. Rex Smith (Editor). [Sujets : geography, archaeology, history, architecture, agriculture, language, dialect, sociology, documents, literature, religion].  (ISBN 9780859894081)

### Articles d'histoire de R. B. Serjeant
- 1962. Haram and hawtah, the sacred enclave in Arabia, éditions 'Abd al-Rahman Badawi, Melanges TahaHusain, Le Caire, p. 41-58.
- 1964. The "Constitution of Medina", Islamic Quaterly, VII, 1-2, p. 3-16.
- 1969. Religion in the Middle East, introduction to A. J. Arberry (ed.), II, p. 3-21.
- 1978. The Sunnah Jami'ah, pacts with the Yathrib Jews, and the Tahrim of Yathrib: Analysis and translation of the documents comprised in the so-called "Constitution of Medina", Bulletin of the School of Oriental and African Studies, éditions University of London, vol. 41, n° 1, p. 1-42. The Sunnah Jami'ah, pacts with the Yathrib Jews..., téléchargeable ici en format pdf (sur le contenu de cet article, voir Tribus musulmanes et juives de Yathrib)
- 1983. Social stratification in Arabia, in The islamic city, éditions UNESCO Paris. « Analyse du livre The islamic city »(Archive.org • Wikiwix • Archive.is • Google • Que faire ?) (consulté le 13 septembre 2013)
- 1995. Sunnah, Qur'an, 'Urf, in Law and the Islamic World Past and Present, Papers presented to the joint seminar at the Universities of Copenhagen and Lund, March 26th-27th, 1993, Edited by Christopher Toll and Jakob Skob Skovgaard-Petersen, The Royal Danish Academy of Science and Letters, Copenhagen. Sunnah, Qur'an, 'Urf

### Traductions et publication d'ouvrages littéraires par R. B. Serjeant[7]
- Novembre 1983. Arabic Literature to the End of the Umayyad Period (Cambridge History of Arabic Literature Series).  (ISBN 9780521240154)
- Mai 1990. Abbasid Belles Lettres (Cambridge History of Arabic Literature Series).  (ISBN 9780521240161)
- Janvier 1997, réédition 25 février 2000. The Book of Misers/Al-Bukbala, de Al-Jahiz (Auteur), R.B. Serjeant (Traduction), éditions Garnet Publishing.  (ISBN 9781873938195) réédition  (ISBN 1859641415) et  (ISBN 978-1859641415)
- Juillet 2005. Arabian Studies.  (ISBN 9780521017299)
- Octobre 2008. Abbasid Belles Lettres.  (ISBN 9780521088657)
- Janvier 2010. Arabic Literature to the End of the Umayyad Period. (ISBN 9780521126212)

## Sources partielles
- (en) G. Rex Smith, « Obituary. Robert Bertram Serjeant (1915-1993) », in The British-Yemeni Society, n. d. (article en ligne).
- (en) Notice biographique sur le site de l'université d'Édimbourg, n. d.